# Sun Belt Conference
La Sun Belt Conference è un'associazione sportiva universitaria di tutto il panorama sportivo statunitense, fondata nel 1976.
Delle sei squadre che fondarono la conference le uniche attualmente presenti sono South Alabama e Georgia State. I club attualmente presenti sono 14 e sono provenienti prevalentemente dal South; la sede si trova a Louisiana, nel New Orleans.

## Le squadre
- Appalachian State Mountaineers
- Arkansas State Red Wolves
- Coastal Carolina Chanticleers
- Georgia Southern Eagles
- Georgia State Panthers
- James Madison Dukes
- Louisiana Ragin' Cajuns
- Louisiana-Monroe Warhawks
- Marshall Thundering Herd
- Old Dominion Monarchs
- South Alabama Jaguars
- Southern Miss Golden Eagles
- Texas State Bobcats – in partenza nel 2026 per la Pac-12 Conference
- Troy Trojans